# تپه قلعه پیر یونس
تپه قلعه پیر یونس در شهرستان سقز، بخش مرکزی، روستای پیر یونس واقع شده و این اثر در تاریخ ۱۰ دی ۱۳۸۱ با شمارهٔ ثبت ۶۸۹۵ به‌عنوان یکی از آثار ملی ایران به ثبت رسیده است.